# 세라 제인 모리스 (배우)
세라 제인 모리스(Sarah Jane Morris, 1977년 4월 12일 ~ )는 미국의 배우이다.

## 출연 작품
- 고스넬: 더 트라이얼 오브 아메리카 비게스트 시리얼 킬러 (2018)
- 오컬트 (2014)
- NCIS 시즌9 (2011)
- NCIS 시즌8 (2010)
- 시즈 (2009)
- 세븐 파운즈 (2008)
- 룩 (2007)
- 윈드폴 (2006)
- 브라더스 앤 시스터스 (2006)
- 캐스팅 어바웃 (2004)
- 펠리시티 (1998)